# Dimítrios Petrokókkinos
Dimítrios Petrokókkinos (en grec moderne : Δημήτριος Πετροκόκκινος, aussi translittéré à tort Demetrios Petrokokkinos), né le 17 avril 1878 à Ilford et mort le 10 février 1942 au Cap, est un joueur de tennis grec. Il a été vice-champion olympique lors des Jeux olympiques d'été de 1896 à Athènes.
Dimítrios Petrokókkinos dispute le tournoi olympique de tennis en simple, où il perd au premier tour contre son compatriote Evángelos Rállis. Il participe aussi au tournoi de double avec Dionýsios Kásdaglis. Ensemble, ils battent Konstantínos Paspátis et Evángelos Rállis au premier tour, puis George Stuart Robertson et Teddy Flack en demi-finale, avant d'incliner en finale contre John Pius Boland et Friedrich Traun, remportant ainsi la médaille d'argent.

## Palmarès

### Finale en double messieurs
| No | Date       | Nom et lieu du tournoi        | Catégorie     | Surface      | Vainqueurs                         | Partenaire          | Score         |          |
| -- | ---------- | ----------------------------- | ------------- | ------------ | ---------------------------------- | ------------------- | ------------- | -------- |
| 1  | 06-04-1896 | Jeux olympiques d'été Athènes | J. olympiques | Terre (ext.) | John Pius Boland · Friedrich Traun | Dionýsios Kásdaglis | 5-7, 6-4, 6-1 | Parcours |